# Zienie
Zienie – wieś sołecka w Polsce położona w województwie mazowieckim, w powiecie łosickim, w gminie Huszlew.
Mieszkańcy wsi należą do rzymskokatolickiej parafii Macierzyństwa Najświętszej Maryi Panny w Łuzkach albo do parafii św. Antoniego Padewskiego w Huszlewie.
W latach 1975–1998 miejscowość administracyjnie należała do województwa bialskopodlaskiego.